# Championnat d'Albanie de football 1959
Navigation
Championnat d'Albanie 1958 Championnat d'Albanie 1960
Le Championnat d'Albanie de football de Kategoria Superiore 1959 est la 20e édition de ce championnat.

## Classement
| Rang | Équipe            | Pts | J  | G | N | P | Bp | Bc | Diff |
| ---- | ----------------- | --- | -- | - | - | - | -- | -- | ---- |
| 1    | Partizan Tirana   | 23  | 14 | 9 | 5 | 0 | 27 | 6  | +21  |
| 2    | 17 Nëntori Tirana | 19  | 14 | 8 | 3 | 3 | 20 | 11 | +9   |
| 3    | Dinamo Tirana     | 14  | 14 | 4 | 6 | 4 | 16 | 14 | +2   |
| 4    | Flamurtari Vlorë  | 14  | 14 | 5 | 4 | 5 | 17 | 15 | +2   |
| 5    | Besa Kavajë       | 13  | 14 | 6 | 1 | 7 | 20 | 23 | -3   |
| 6    | Labinoti Elbasan  | 11  | 14 | 4 | 3 | 7 | 12 | 17 | -5   |
| 7    | Vllaznia Shkodër  | 10  | 14 | 3 | 4 | 7 | 13 | 24 | -11  |
| 8    | Skënderbeu Korçë  | 8   | 14 | 3 | 2 | 9 | 13 | 28 | -15  |

|  | Champion              |
|  | Barrage de relégation |

## Barrages de relégation
| 1959 | Traktori Lushnja | 0-4 | Skënderbeu Korçë | Lushnja |  |
|      |                  |     |                  |         |  |

| 1959 | Skënderbeu Korçë | 2-1 | Traktori Lushnja | Korçë |  |
|      |                  |     |                  |       |  |

## Bilan de la saison
| Tableau d'Honneur                 |                    |
| Compétition                       | Vainqueur          |
| Championnat d'Albanie de football | Partizan Tirana    |
| Coupe d'Albanie de football       | pas de compétition |

| Promotions et relégations     |                                |
| Relégués en First Division    | aucun                          |
| Promus en Kategoria Superiore | Lokomotiva Durrës Tomori Berat |